# Ratholo
Ratholo est une ville du Botswana.